# 시마다 유키오
시마다 유키오(일본어: 島田 幸雄, 1936년 8월 18일 ~ )는 일본의 전 프로 야구 선수이다. 효고현 출신이며 현역 시절 포지션은 1루수였다.

## 인물
효고 공업고등학교 시절인 1953년 추계 긴키 대회 효고현 예선에서 준결승에 진출했지만 기요시 후미오(이후 다이에이 스타스에 입단)가 소속된 다키가와 고등학교에게 패했다. 이듬해 1954년 춘계 긴키 대회에 진출했지만 1차전에서 헤이안 고등학교의 기무라 사치오(기요시와 마찬가지로 다이에이 스타스에 입단)에게 막혀 연장 12회에 끝내기 패배를 당했다. 졸업 후 호세이 대학에 진학하여 도쿄 6대학 야구 리그에서는 당시 릿쿄 대학의 전성기였는데 팀의 우승에는 이르지 못했다. 1958년 추계 리그에서 에이스 마키노 히로시를 거느리고 릿쿄 대학과 우승을 놓고 경쟁했는데 팀이 준우승을 차지한 것이 최고 성적이다. 리그 통산 71경기에 출전하여 233타수 49안타, 타율 0.210, 0홈런, 19타점을 기록했고 베스트 나인(1루수 부문)을 1회 수상했다.
1959년 다이요 웨일스에 입단, 1년차부터 주전 1루수 자리를 차지하여 타선의 중심으로 활약하는 등 107경기에 출전했다. 이듬해 1960년에는 부상도 있어서 곤도 가즈히코가 1루수로 변경됐지만 시즌 종반에 복귀하여 팀의 창단 첫 리그 우승에 기여했다. 같은 해 다이마이 오리온스와 맞붙은 일본 시리즈에서도 총 4경기에 출전하여 8타수 1안타에 그쳤지만 다이요의 V1 멤버 가운데 한 명이 됐다. 1961년에는 다시 1루수로 기용되면서 75경기에 선발 출전했지만 이듬해 1962년에는 짐 맥마너스가 입단하면서 대기 선수로 돌아섰다. 그러나 1963년에는 1루수 자리를 차지하여 개인 최고 성적인 88안타, 타율 0.268을 기록했다.
이후에는 타격 성적이 침체됐고 1966년 주니치 드래건스로 이적하여 그 해를 마지막으로 현역에서 은퇴했다.

## 상세 정보

### 출신 학교
- 효고 현립 효고 공업고등학교
- 호세이 대학

### 선수 경력
- 다이요 웨일스(1959년 ~ 1965년)
- 주니치 드래건스(1966년)

### 등번호
- 24(1959년 ~ 1965년)
- 38(1966년)

### 연도별 타격 성적
| 연 도      | 소 속      | 경 기 | 타 석 | 타 수 | 득 점 | 안 타 | 2 루 타 | 3 루 타 | 홈 런 | 루 타 | 타 점 | 도 루 | 도 루 자 | 희 생 번 | 희 생 플 | 볼 넷 | 고 4 | 사 구 | 삼 진 | 병 살 타 | 타 율 | 출 루 율 | 장 타 율 | O P S |
| ---------- | ---------- | ----- | ----- | ----- | ----- | ----- | ------- | ------- | ----- | ----- | ----- | ----- | -------- | -------- | -------- | ----- | ---- | ----- | ----- | -------- | ----- | -------- | -------- | ----- |
| 1959년     | 다이요     | 107   | 340   | 311   | 28    | 75    | 10      | 5       | 5     | 110   | 24    | 6     | 3        | 6        | 1        | 21    | 1    | 1     | 46    | 2        | .241  | .291     | .354     | .645  |
| 1960년     | 다이요     | 72    | 115   | 101   | 13    | 25    | 5       | 2       | 4     | 46    | 12    | 2     | 1        | 2        | 1        | 10    | 1    | 1     | 16    | 3        | .248  | .321     | .455     | .777  |
| 1961년     | 다이요     | 119   | 335   | 308   | 43    | 74    | 8       | 2       | 8     | 110   | 25    | 3     | 3        | 6        | 3        | 17    | 0    | 1     | 49    | 7        | .240  | .282     | .357     | .639  |
| 1962년     | 다이요     | 103   | 167   | 154   | 10    | 38    | 5       | 0       | 4     | 55    | 13    | 2     | 0        | 6        | 1        | 5     | 1    | 1     | 17    | 1        | .247  | .275     | .357     | .632  |
| 1963년     | 다이요     | 119   | 354   | 328   | 27    | 88    | 17      | 0       | 3     | 114   | 34    | 6     | 7        | 8        | 0        | 18    | 2    | 0     | 27    | 13       | .268  | .306     | .348     | .654  |
| 1964년     | 다이요     | 78    | 136   | 123   | 12    | 27    | 6       | 0       | 3     | 42    | 8     | 3     | 1        | 1        | 1        | 8     | 0    | 3     | 10    | 6        | .220  | .284     | .341     | .625  |
| 1965년     | 다이요     | 35    | 35    | 31    | 1     | 3     | 0       | 0       | 0     | 3     | 2     | 0     | 0        | 0        | 2        | 1     | 0    | 1     | 6     | 0        | .097  | .152     | .097     | .248  |
| 1966년     | 주니치     | 17    | 18    | 15    | 0     | 2     | 0       | 0       | 0     | 2     | 1     | 0     | 0        | 1        | 1        | 0     | 0    | 1     | 6     | 0        | .133  | .188     | .133     | .321  |
| 통산 : 8년 | 통산 : 8년 | 650   | 1500  | 1371  | 134   | 332   | 51      | 9       | 27    | 482   | 119   | 22    | 15       | 30       | 10       | 80    | 5    | 9     | 177   | 32       | .242  | .282     | .352     | .633  |